# Erika (geslacht)
Erika is een geslacht van vlinders van de familie spinneruilen (Erebidae), uit de onderfamilie Lymantriinae.

## Soorten
- E. analalava Griveaud, 1976